# Cantón Perijá
El cantón Perijá era la entidad territorial del estado Zulia de Venezuela que precedió al distrito Perijá y que ocupaba el territorio de los actuales municipios Machiques de Perijá y Rosario de Perijá Recibió el nombre de la sierra de Perijá.

## Ubicación
Limitaba al norte con el cantón Maracaibo, al sur con el cantón Zulia (actuales municipios Jesús María Semprún, Catatumbo, Colón y Francisco Javier Pulgar), al este con el Lago de Maracaibo y al oeste con la República de Colombia.

## Historia
El cantón Perijá fue creado como una nueva división político territorial de la provincia de Maracaibo (posteriormente estado Zulia a partir de 1864) en el año 1835 cuando la sección Zulia, fue dividida en los cantones Maracaibo, Zulia, Perijá, Gibraltar y Altagracia. Su capital fue establecida en la población de Libertad.
La provincia de Maracaibo fue creada en 1676 como provincia de Mérida de Maracaibo, con el territorio de la anterior provincia de Mérida y el área de Maracaibo, cedida por la Provincia de Venezuela, la capital y el nombre fueron cambiados en 1682 a provincia de Maracaibo.
En 1823 luego de la batalla del lago, la provincia de Maracaibo es incorporada a la Gran Colombia como departamento del Zulia.
En 1830 la provincia de Maracaibo pasa a la Cuarta República de Venezuela.
En 1835 la provincia es dividida en secciones y cantones, siendo creado el cantón Perijá dentro de la sección Zulia.
En 1856, se eliminan las secciones al quedar la provincia de Maracaibo con la única sección Zulia, la provincia queda dividida en los mismos cantones y en parroquias.
En 1864 la provincia de Maracaibo pasa a llamarse estado Zulia.

## Geografía

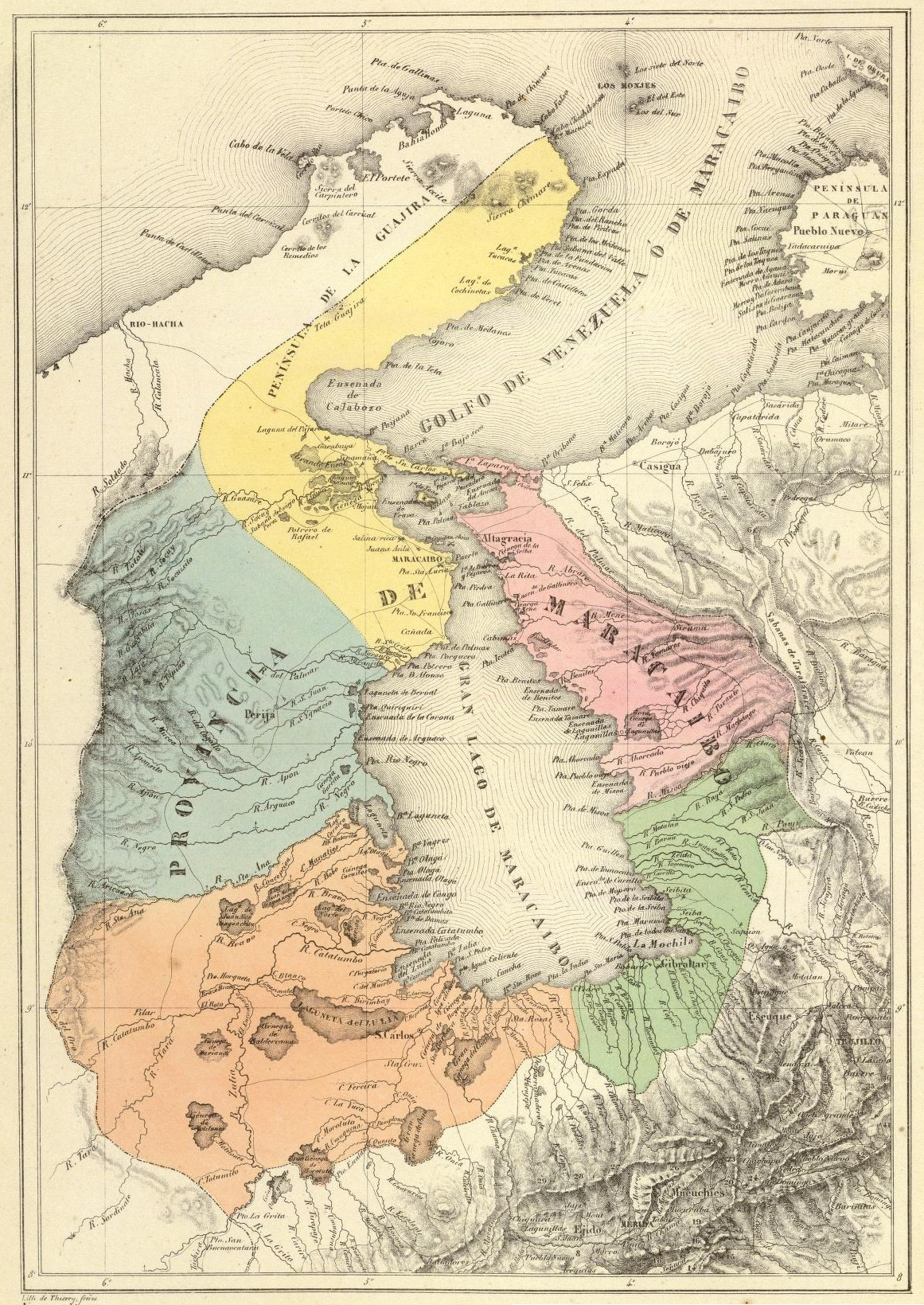
Mapa de la Provincia de Maracaibo con el Cantón Perijá en azul.

El cantón Perijá estaba conformado entre 1835 y 1904 por los actuales municipios Rosario de Perijá y Machiques de Perijá.
Estaba constituido por una zona de llanuras bajas cruzadas por varios ríos que bajaban de la Sierra de Perijá, la Sierra de Perijá estaba habitada por aborígenes Barí y Yukpa, protegidos del hombre blanco por el difícil acceso a sus tierras.

## Parroquias
El Cantón Perijá estaba compuesto por las parroquias Perijá y Machiques, actuales municipios Rosario de Perijá y Machiques de Perijá

## Poblaciones
Entre los pueblos que conformaban el cantón Perijá estaban:
- La Villa del Rosario- 1720 (cabecera o capital).
- Machiques- 1775

## Actividad Económica
La ganadería siempre fue la principal actividad económica de la región desde que se comenzó a ganarle nuevas tierras de pastoreo al bosque original.

## Política
El cantón Altagracia era representado por un Jefe de cantón, el cual no tenía autoridad real sobre el territorio siendo sus funciones más parecidas a las de un jefe civil, entre las que se encontraban: 
- Catastro
- Registro de nacimientos
- Registro de esclavos (hasta la abolición de la esclavitud por José Gregorio Monagas en 1854)
- Registro de Matrimonios (desde la instauración del matrimonio civil por Antonio Guzmán Blanco en 1873)

El orden público y las tributaciones corrían a cargo del gobierno central, así como la educación pública y gratuita instituida por Guzmán Blanco en 1870.

## Disolución
La reforma de la constitución de Venezuela de 1904, disolvió los cantones, creando la figura de los Distritos, el cantón Perijá se convirtió en Distrito Perijá.

## Legado
El nombre del cantón Perijá, permanece en los municipios Machiques de Perijá y Rosario de Perijá.